# ألفريدوا بومان
ألفريدو دارينجتون بومان (بالإسبانية: Alfredo Bowman)‏ (26 نوفمبر 1933 - 6 أغسطس 2016)، المعروف باسم الدكتور سيبي ، (/seɪbiː/)  كان طبيباً بالأعشاب في هندوراس ومعالجًا له ذانيا . ادعى بومان لعلاج جميع الأمراض بالأعشاب واتباع نظام غذائي نباتي فريد من نوعه بناءً على ادعاءات العلوم الزائفة المختلفة. كان نظامه الغذائي يعتمد على النظام الغذائي القلوي المشكوك فيه. نفت معتقداته حول أصل المرض نظرية الجراثيم وعلم أن فيروس نقص المناعة البشرية ليس هو سبب مرض الإيدز،  وعامله في مزاعم غير متحدة المركز  حول الخصائص الوراثية الفريدة للأفارقة ومغتربينها.

## سيرة شخصية

### السنوات المبكرة
ولد بومان في إيلانغا، هندوراس. علم لأول مرة من الشفاء العشبي من جدته. انتقل بومان إلى الولايات المتحدة   ووفقًا لما كتبه، كان غير راضٍ عن الممارسات الطبية التقليدية في علاج الربو والسكري والعجز. بعد زيارات إلى المكسيك لرؤية طبيب أعشاب،    الذي ادعى بومان شفاءه، بدأ ممارسة الشفاء العشبية في نيويورك.

### مهنة
هو بدأ   ممارسة أخرى في هندوراس دعا معهد البحوث USHA في قرية تسمى أوشا بالقرب من لا سيبا ، هندوراس. كسب بومان مبالغ هائلة من المال، أكثر من 3000 دولار يوميًا، بعد تقديم المشورة لبعض المشاهير البارزين مثل ليزا لوبيز، وستيفن سيغال، وجون ترافولتا، وإدي مورفي ومايكل جاكسون. بعد الدعاوى القضائية في نيويورك، انتقل إلى لوس أنجلوس ، كاليفورنيا.

### الاعتقال والموت الجدل
قُبض على بومان بتهمة غسل الأموال في مارس 2016 أثناء محاولته النقل من رحلة تجارية من الولايات المتحدة إلى طائرة خاصة في مطار خوان مانويل غالفيز دي رواتان بينما كان يحمل 37000 دولار نقدًا. في 28 مايو / أيار 2016، قُبض عليه مرة أخرى، وحمل 50000 دولار، واحتُجز. تم إطلاق سراحه أولاً في انتظار جلسة استماع للمحكمة في 6 يونيو 2016، ولم يعاد اعتقاله إلا من قبل الوزير العام بتهم تتعلق بغسل الأموال. احتُجز لعدة أسابيع في أحد سجون هندوراس حيث كانت عائلته تحاول الحصول على الإفراج عنه وتوفيت بعد ذلك في طريقها إلى مستشفى دانتوني في 6 أغسطس / آب 2016 بسبب مضاعفات الالتهاب الرئوي بعد أن أدرك مسؤولو الشرطة خطورة حالته الصحية. طول الفترة التي قضاها في الحجز وحالة السجن قد ساهمت في وفاته.
هناك نظرية يحتفظ بها بعض أتباعه الذين يشككون في اعتقاله وموته، مدعيين أن هناك مؤامرة لإسكاته، لأن تعاليمه تختلف عن المؤسسة الطبية.

## الحياة الشخصية
اعتبر بومان نفسه أفريقيًا وليس «هندوراسًا أفريقيًا»، لكنه أفريقي في هندوراس. في وقت وفاته، كان لديه 17 طفلاً حيًا. كان جده الأم من هايتي.

## دعاوى قضائية
في عام 1987، اتهمته مدينة نيويورك بتهمة جنائية لممارسة الطب دون ترخيص. تم الاعتراف بأن «الدكتور سيبي» لم يكن طبيباً. تمت تبرئته لأن المحلفين زعموا أن الدولة فشلت في إظهار أنه قام بتشخيص طبي. تم مقاضاته في وقت لاحق من قبل النائب العام في نيويورك بتهمة الاحتيال على المستهلكين ومنع من رفع دعاوى علاجية لمنتجاته.

### شعب ولاية نيويورك ضد. أوجون معهد بحوث الأعشاب
في جلسة استماع للكونجرس عام 1993، أشار شيرلي ستارك، الذي ترأس قسم الاحتيال على المستهلكين في NYAG ، إلى أن الدعوى المدنية ضد شركة بومان كانت ناجحة، قائلة: 
 حدث مثال صارخ بشكل خاص على الادعاءات العلاجية غير المدعمة للمكملات العشبية منذ بضع سنوات عندما قام معهد USHA Herbal Research Institute ، الذي يديره خبير التغذية المصمم بذاته والذي يطلق على نفسه اسم "Dr. Sebi"، بالإعلان في "Village Voice" و "Amsterdam News" لقد تم علاج مرض الإيدز "من قبل وكالة USHA وأنها تتخصص أيضًا في علاج سرطان الدم وفقر الدم المنجلي وفيروس الهربس ومرض الذئبة وغيرها من الأمراض. مقابل رسم أولي قدره 500 دولار و 80 دولارًا لكل زيارة إضافية، تم إخبار المرضى بأنهم يمكن علاجهم من مرض الإيدز وغيره من الأمراض. تتألف "العلاجات" من العديد من المنتجات العشبية، التي قدمت USHA مطالبات علاجية لكل منها. يشار إلى إيفا العلاجية المرهم، على سبيل المثال، في كتيب USHA كما. . . "فعال للغاية في مشاكل الجلد الرئيسية، في الاستخدام قبل الولادة، ضد ضعف الدورة الدموية، السرطان، الخراجات، البواسير والتهاب المفاصل." في الواقع، كانت هذه الادعاءات كاذبة. رفع مكتبنا دعوى ضد USHA وأبرم اتفاق موافقة بموجبها لم تعد USHA تقدم مطالبات علاجية لأي من منتجاتها 
 يحظر حكم الموافقة على معهد أوجون للأبحاث العشبية (d / b / a "USHA")، وشركة Fig Tree Products Company ، وألفريدو بومان، وما بومان، وخلفائهما، وورثتهم ومهمتهم من (1) الادعاء بأن منتجاتهم أو خدماتهم يمكن علاج أو تخفيف أو تبديل أي شكل من الأشكال من مرض الإيدز أو الهربس أو اللوكيميا أو فقر الدم المنجلي أو الذئبة أو أي مرض بشري أو حالة جسدية أخرى (2) توزيع أو الإعلان عن مثل هذه المنتجات و (3) تشخيص أو علاج أو وصف أي مرض بشري دون ترخيص ولاية ساري المفعول من قبل وزارة التعليم لولاية نيويورك. تم تقييم مبلغ 900 دولار لتغطية التكاليف للمتهمين.

### Alfredo Bowman and Dr. Sebi LLC v. مايكل جاكسون
في عام 2004، إدعي بومان أنه لم يحصل على أجر كامل مقابل علاج مزعوم لمايكل جاكسون لمساعدته على التغلب على إدمان مسكنات الألم لديميرول والمورفين مع علاجه الحيوي للأغذية الخلوية بالكهرباء في إفريقيا، والذي استمر على ما يبدو ستة أشهر في منتجع آسبن يوفر له مع «مركبات عشبة خاصة» والطهاة المدربين. يدعي بومان أن مبلغ 380,000 دولار كان مستحقًا وسعى إلى الحصول على 600000 دولار من العائدات المفقودة لتأجيل العملاء وترتيبات التحدث المختلفة  بعد أن أعطاه شقيق جاكسون راندي 10 آلاف دولار فقط. يعترف Raymone Bain ، وهو مسؤول في شركة Jackson ، بأن Bowman كان صديقًا لـ Jackson لكنه ينكر أن موكله تلقى أي «معاملة مهنية» أو أنه كان لديه أي إدمان مسكن للألم. تم رفض القضية في عام 2015 لعدم وجود محاكمة.

## روابط خارجية
- Williams, Brett، المحرر (1991). "The Politics of culture". ص. 148. مؤرشف من الأصل في 2020-03-20. اطلع عليه بتاريخ 2016-08-09.